# Hanna-Heide Kraze
Hanna-Heide Kraze (* 22. September 1920 in Berlin; † 28. März 2008 ebenda) war eine deutsche Schriftstellerin.

## Leben
Hanna-Heide Kraze war die Tochter eines Apothekers. Aus gesundheitlichen Gründen war ihr nur sporadischer Besuch regulärer Schulen möglich; sie erhielt Privatunterricht und eignete sich ihr Wissen auch im Selbststudium an. Ab 1937 schrieb sie feuilletonistische Beiträge für Zeitungen und Zeitschriften. 1945 ging sie nach Schwerin, wo sie in einer Zigarettenfabrik als Sekretärin und Kindergärtnerin arbeitete, daneben aber auch weiterhin für Zeitungen wie die Mecklenburgische Volksstimme schrieb. Sie trat der CDU bei und engagierte sich gewerkschaftlich. 1950 zog sie zurück nach Berlin, wo sie leitende Funktionen im Schriftstellerverband der DDR ausübte und seit 1952 als freie Schriftstellerin lebte. Von 1957 bis 1961 war sie Stadtverordnete für den Berliner Bezirk Prenzlauer Berg. In den Sechzigerjahren hatte sie eine Reihe von Funktionen in DDR-Organisationen inne, u. a. war sie  stellvertretende Vorsitzende der Frauenkommission der Ost-CDU, Mitglied des Bundesvorstandes des Demokratischen Frauenbundes Deutschlands und ab 1969 stellvertretende Vorsitzende des Bezirksverbandes Berlin im Schriftstellerverband der DDR.
Hanna-Heide Kraze war Verfasserin von Romanen, Erzählungen, Kinderbüchern und Gedichten. Sie repräsentierte eine Strömung der DDR-Literatur, die ausgehend von einer christlich-humanistischen Grundüberzeugung den Bogen zur sozialistischen Staatsideologie der DDR zu schlagen versuchte. Kraze wurde zuerst durch ihre Jugendbücher bekannt, deren erfolgreichstes der Joß-Fritz-Roman über die Bundschuhbewegung Des Henkers Bruder ist. Ihr Roman Üb immer Treu und Redlichkeit …, der das Wiederaufleben des Antisemitismus in der Bundesrepublik zum Thema hat, ist formal deutlich von Wolfgang Koeppens Romanen und Heinrich Bölls Haus ohne Hüter beeinflusst. Auch auf dem Gebiet der Lyrik bediente sich Kraze (in dem Gedichtband Der du nach Babel gezogen) experimenteller, für die DDR-Literatur der frühen Sechzigerjahre ungewöhnlicher Formen.
Hanna-Heide Kraze war seit 1950 Mitglied des Schriftstellerverbandes der DDR und gehörte der Europäischen Autorenvereinigung „Die Kogge“ sowie der „Regensburger Schriftstellergruppe International“ an. Sie erhielt 1958 den Vaterländischen Verdienstorden in Bronze und 1980 die gleiche Auszeichnung in Silber.

## Werke
- „… und suchen Heimat“, Rostock 1949
- Es gibt einen Weg, Schwerin 1950
- Fahrt ins Licht, Berlin 1952
- Des Henkers Bruder, Berlin 1956
- Der rote Punkt, Berlin 1959
- Weiß wird die Welt zur Ernte, Berlin 1959
- Der du nach Babel gezogen, Berlin 1960
- Heimliche Briefe, Berlin 1960
- Das verlorengegangene neue Jahr, Berlin 1963
- Siebenerlei, siebenerlei wollen wir gerne kaufen, Berlin 1964 (zusammen mit Erika Klein)
- Üb immer Treu und Redlichkeit ..., Berlin 1965
- Steinchen schmeißen, Berlin 1969
- Im Regentropfen spiegelt sich die Welt, Berlin 1975
- Babel, Stuttgart 1978
- Stunden mit weißem Segel, Berlin 1978
- Ehe es Ehe ist, Berlin 1981

## Herausgeberschaft
- Ada Christen: Das Haus zur Blauen Gans, Berlin 1964